# NGC 8
NGC 8 é uma estrela dupla na constelação de Pegasus.